# Incidente UFO di Ubatuba
Per incidente UFO di Ubatuba si intende un presunto avvistamento di un UFO avvenuto a Ubatuba in Brasile nel settembre del 1957. Secondo una lettera inviata da un testimone rimasto anonimo, l'UFO sarebbe esploso in aria e lo stesso testimone avrebbe raccolto alcuni frammenti caduti al suolo, inviandoli ad un giornale insieme alla lettera. Nell'ambiente ufologico la vicenda acquistò una buona notorietà, perché i casi di frammenti metallici associati a presunti avvistamenti di UFO sono rari. 

## Cronologia degli eventi
Il 14 settembre del 1957 Ibrahim Sued, redattore del quotidiano O Globo di Rio de Janeiro, pubblicò un articolo contenente una lettera ricevuta da un lettore sconosciuto, che raccontava di avere avvistato in cielo un UFO a forma di disco mentre pescava insieme ad alcuni amici sulla spiaggia di Ubatuba. L'UFO procedeva in direzione della spiaggia ad una velocità incredibile; ad un certo punto si sarebbe diretto verso l'alto, esplodendo e disperdendo verso il suolo migliaia di frammenti, la maggior parte dei quali finì in mare e in piccola parte sulla spiaggia. L'autore della lettera affermava di avere recuperato alcuni dei frammenti caduti sulla spiaggia e di avere inviato un campione di tre frammenti nella busta insieme alla lettera. La data esatta del presunto evento non era citata, ma si parlava genericamente di qualche giorno prima. La lettera si concludeva con una firma incomprensibile. 
L'ufologo brasiliano Olavo Fontes, letto l'articolo di Sued, lo contattò e gli chiese un incontro. Esaminati i campioni, che apparivano come un metallo strano, Fontes propose a Sued di farli analizzare; il giornalista accettò. Un amico di Fontes lo indirizzò al Laboratorio di produzione minerale, una divisione del Dipartimento di produzione minerale del Ministero dell'Agricoltura. 

## Le analisi in Brasile
Il dottor Fritz Feigl, direttore del Laboratorio di produzione minerale, affidò le analisi preliminari al suo assistente David Goldscheim. Un primo test permise di confermare la natura minerale del campione. Goldscheim ipotizzò che potesse trattarsi di un meteorite, ma Feigl contestò l'ipotesi, a causa della leggerezza del materiale. Il frammento consegnato da Fontes, da lui contrassegnato come N. 1, fu diviso in più pezzi, due dei quali furono inviati alla sezione di spettrografia della dottoressa Luisa Maria Barbosa. L'analisi rivelò che il metallo era magnesio e che aveva una purezza fuori dall'ordinario. A causa della laconicità del referto dell'analisi, Fontes richiese altre indagini al dottor Elson Teixeira, specialista di analisi spettrochimiche presso lo stesso laboratorio, chiedendo in particolare di determinare la purezza del magnesio. Le analisi furono eseguite il 24 ottobre e confermarono una sorprendente mancanza d'impurità. Fontes inviò un altro frammento al Laboratorio di cristallografia diretto dal dottor Elysiario Tavora Filho; le analisi eseguite dal dottor Augusto Batista confermarono la mancanza di impurità nel metallo. Dato che i meteoriti non contengono magnesio allo stato puro e che la tecnologia dell'epoca non permetteva la produzione di magnesio puro, le analisi vennero considerate dagli ufologi come una prova dell'origine extraterrestre e artificiale del metallo.
I frammenti analizzati da Barbosa, Teixeira e Batista furono completamente distrutti dalle analisi e non rimase materiale disponibile per una controanalisi. Gli altri due frammenti ricevuti da Sued e contrassegnati da Fontes con i numeri 2 e 3 furono inviati in USA all'APRO per ulteriori analisi. 

## Le analisi negli USA
Un frammento del campione n. 2 fu consegnato al laboratorio della Commissione per l'Energia Atomica (AEC); le analisi eseguite nel settembre 1958 riscontrarono nel magnesio la presenza di altri elementi, tra cui alluminio, silicio e ferro. Secondo gli ufologi, ciò non smentiva comunque un'origine extraterrestre del campione, perché la composizione era diversa da quella del magnesio disponibile a scopi commerciali. Nel 1967 il campione n. 3 fu consegnato al dott. Roy Craig dell'Università del Colorado; l'analisi rivelò che il magnesio non era così puro come avevano messo in rilievo le analisi eseguite in Brasile. Si ipotizzò che il diverso risultato fosse dovuto al miglioramento delle tecniche di analisi. Venne trovata tuttavia una certa percentuale di stronzio, elemento che normalmente non si trova associato al magnesio. Ulteriori indagini hanno permesso a Craig di scoprire che una ditta, la Dow Chemical Company, aveva prodotto diversi anni prima magnesio arricchito con stronzio per scopi sperimentali. Craig organizzò un test comparativo tra il magnesio di Ubatuba e un campione di magnesio fornito dalla Dow Chemical; l'analisi venne eseguita nel febbraio 1968 e risultò che il magnesio di Ubatuba era addirittura meno puro di quello fornito dalla Dow. Non c'era pertanto alcuna evidenza che il magnesio di Ubatuba fosse di origine extraterrestre. Il risultato delle analisi venne riportato nel rapporto della Commissione Condon. 
Alcuni ufologi hanno contestato il risultato delle analisi di Craig, sostenendo che il campione n. 1 analizzato in Brasile era più puro degli altri due, ma altri ufologi, tra cui Kevin Randle, ammettono che non ci sono prove a sostegno di questa ipotesi e che i frammenti di Ubatuba non possono essere utilizzati come una prova valida dell'origine extraterrestre del presunto velivolo che sarebbe esploso sulla spiaggia brasiliana.

## Indagini sul luogo dell'evento
Consegnati i campioni per le analisi, Fontes si recò a Ubatuba per cercare di rintracciare qualche testimone dell'evento, ma le ricerche ebbero esito negativo. L'ufologo escluse comunque la possibilità di una frode, ritenendo che in tal caso l'autore avrebbe avuto interesse a farsi pubblicità e non a rimanere anonimo. La Commissione Condon non effettuò invece alcuna indagine a Ubatuba, pertanto rimane ancora il mistero sull'origine dei frammenti e sull'identità della persona che li inviò al giornale.
Nel marzo 1982 due ricercatori, Pierre Kaufmann e Peter Sturrock, si recarono a Ubatuba sperando di ricavare qualche elemento utile per risolvere il mistero. Anzitutto essi riscontrarono che il quotidiano O Globo all'epoca non era diffuso al di fuori della zona di Rio de Janeiro e pertanto non veniva letto a Ubatuba, perciò ipotizzarono che il misterioso lettore che inviò i frammenti a Sued venisse da un'altra località; non era possibile dire se egli abbia assistito personalmente all'evento o se qualche persona del luogo gli abbia raccontato la storia e consegnato i reperti. I due ricercatori interrogarono diversi abitanti del luogo per accertare se qualcuno avesse sentito parlare dello schianto di un UFO accaduto all'epoca, ma le risposte furono negative; solo un testimone raccontò in proposito che suo fratello più piccolo aveva inventato una storia su un oggetto multicolore che aveva visto in cielo e l'aveva raccontata ad alcuni ingegneri ed operai arrivati da altri luoghi a Ubatuba per costruire una strada. I due ricercatori accertarono invece che nel 1957 cadde nella zona un aereo. Inoltre, secondo il racconto di due testimoni, in quello stesso anno si verificò la comparsa in cielo di un corpo luminoso, diretto verso terra e poi esploso; quest'evento potrebbe essere riconducibile anche alla caduta di un meteorite. Tra i due racconti vi è però una discordanza sull'orario dell'evento; inoltre non sono giunte conferme da parte di altre persone. È risultato inoltre che fra il 1933 e il 1934 vi fu nella zona la caduta di un meteorite, che fu osservata da nove pescatori, nessuno dei quali era ancora vivo nel 1982. 
Alla fine, neanche il sopralluogo di Kaufmann e Sturrock è riuscito a chiarire i punti oscuri che rimangono sulla vicenda.

## Ipotesi sull'origine dei frammenti
Alcuni scettici ritengono che i frammenti possano avere avuto origine dallo scoppio di un proiettile di artiglieria lanciato dall'esercito o dalla marina militare o di un razzo lanciato da un aereo dell'aeronautica militare.